# 駅南町 (出雲市)
駅南町（えきみなみまち）は、島根県出雲市に存在する町名。現行行政地名は駅南町一丁目から駅南町三丁目である。郵便番号は693-0008（出雲郵便局管区）。

## 地理
駅南町は出雲市駅（同駅は駅北町内にある）の南側に位置する町名であり、周囲の他町名としては北に駅北町、西に塩冶善行町、南に今市町南本町、北や東には今市町とそれぞれ接している。

## 世帯数と人口
2022年（令和4年）7月31日現在の世帯数と人口は以下の通りである。
| 町丁   | 世帯数  | 人口  |
| ------ | ------- | ----- |
| 駅南町 | 165世帯 | 327人 |

## 小・中学校の学区
市立小・中学校に通う場合、学区は以下の通りとなる。
| 番地 | 小学校             | 中学校             |
| ---- | ------------------ | ------------------ |
| 全域 | 出雲市立今市小学校 | 出雲市立第一中学校 |

## 交通

### 鉄道
- JR西日本山陰本線の出雲市駅と一畑電車北松江線の電鉄出雲市駅へ駅南町内からは同駅南口から利用できる（同駅の所在は駅北町である）。

### バス
- バス路線では一畑バスやスサノオ観光が出雲市駅から同町内にも通過している。ただし同駅からのバスのりばは南口側ではなくいずれも北口側（駅北町側）からの発着となっている。

### 道路
- 島根県道277号多伎江南出雲線が同町内を東西に貫いている（途中で出雲市駅の南口前の交差点を通過する）。

## 施設
- 出雲郵便局
- 出雲駅前温泉らんぷの湯
- スーパーホテル出雲駅前店
- 出雲市ホテルグリーンモーリス
- 島根県農業協同組合葬祭会館メモリア出雲
- ドコモショップ出雲市駅南店
- auショップ出雲駅南店
- トヨタレンタリース島根 出雲駅南店
- ウェルネス湖北出雲市駅南店
- すき家出雲市駅南店
- イズモカフェアンドレストランザ・キッチン
- 三代目綱元魚鮮水産出雲市駅南口店
- ブーマーズ出雲
- カラオケサルサ
- まつだ歯科医院
- ねむの木夜間保育園